# 왕빙 (영화 감독)
왕빙(중국어: 王兵, 병음: Wáng Bīng, 1967년 11월 16일 ~ )은 중화인민공화국의 영화 감독으로, 다큐멘터리 영화 장르로 유명하다.

## 작품 목록
- 철서구 (2002)
- 중국여인의 연대기 (2007)
- 원유 (2008)
- 석탄 가격 (2009)
- 이름 없는 남자 (2010)
- 바람과 모래 (2010)
- 세자매 (2012)
- 광기가 우리를 갈라놓을 때까지 (2013)
- 아버지와 아들 (2014)
- 흔적들 (2014)
- 타앙-경계의 사람들 (2016)
- 상하이 청춘 (2016)
- 미세스 팡 (2017)
- 15시간 (2017)
- 사령혼: 죽은 넋 (2018)
- 아름다움은 자유에 있다 (2018)
- 맨 인 블랙 (2023)
- 청춘 (2023)